# Jacob Gentry
Jacob Gentry (* 5. April 1977 in Nashville, Tennessee, USA) ist ein US-amerikanischer Regisseur, Drehbuchautor und Filmproduzent.

## Leben
Jacob Gentry begann im Alter von 26 mit seiner Regiearbeit, als er seinen ersten Film Last Goodbye in Szene setzte. In diesem spielten unter anderem die Oscar-Preisträgerin Faye Dunaway und David Carradine mit. Der Film erhielt viel Lob für seine innovative Erzählweise und die Bearbeitung. Die Zeitschrift Variety verglich Gentrys Film sogar mit den Werken von Paul Thomas Anderson und David Lynch. Danach wirkte Gentry als Mitautor am Drehbuch, Produzent und Regisseur bei dem Horror-Sciencefictionfilm The Signal mit. Dieser Film wurde 2009 für den John Cassavetes Award bei den Independent Spirit Awards nominiert. Weiteren Erfolge erzielte Gentry mit dem Slasherfilm My Super Psycho Sweet 16 und dessen Nachfolger  My Super Psycho Sweet 16 Movie II und dem Abschlussfilm der Trilogie My Super Psycho Sweet 16: Part 3.

## Filmografie
- 2004: Last Goodbye
- 2005: The Lady from Stockholm[2]
- 2007: The Signal
- 2009: My Super Psycho Sweet 16
- 2009: Hysterical Psycho
- 2010: My Super Psycho Sweet 16 2 (My Super Psycho Sweet 16 Movie II)
- 2012: My Super Psycho Sweet 16: Part 3
- 2015: Synchronicity
- 2021: Broadcast Signal Intrusion